# Aeropuerto de Cross Lake

El Aeropuerto de Cross Lake (del inglés: Cross Lake (Charlie Sinclair Memorial) Airport) (IATA: YCR, OACI: CYCR) está ubicado a 1 MN (1,9 km; 1,2 mi) al este de Cross Lake, Manitoba, Canadá.

## Aerolíneas y destinos
- Perimeter Airlines
  - Winnipeg / Aeropuerto Internacional de Winnipeg-Armstrong